# Sedum stellariifolium
Sedum stellariifolium är en fetbladsväxtart som beskrevs av Adrien René Franchet. Sedum stellariifolium ingår i Fetknoppssläktet som ingår i familjen fetbladsväxter. Inga underarter finns listade i Catalogue of Life.